# Трявна (община)
Община Трявна се намира в Северна България и е една от съставните общини на област Габрово.

## География

### Географско положение, граници, големина
Общината е разположена в югоизточната част на област Габрово. С площта си от 254,909 km2 е най-малката от 4-те общините на областта, което съставлява 12,58% от територията на областта. Границите ѝ са следните:
- на запад – община Габрово;
- на север – община Дряново;
- на изток – община Велико Търново, област Велико Търново;
- на юг – община Мъглиж и община Казанлък, област Стара Загора.

### Релеф, води

#### Релеф
Релефът на общината е средно-, ниско планински и хълмист, като територията ѝ изцяло попада в пределите на две физикогеографски области на България – Средна Стара планина и Средния Предбалкан.
Около 2/3 от територията на общината се заема от северните разклонения на Средна Стара планина. На запад и югозапад от долината на Дряновска река се простират североизточните разклонения на Шипченска планина с максимална височина връх Бедек (1498 m), издигащ се на границата с община Габрово и община Казанлък. Районът на изток и североизток от долината на Дряновска река се заема от северозападните разклонения на Тревненска планина с връх Марков Ток (1255 m), разположен югозападно от село Кръстец.
Останалата около 1/3 от територията на общината попада в пределите на Средния Предбалкан. Тази част на общината се заема от Габровските възвишения. Тук максималната височина в пределите на общината е връх Стражарска китка (726 m) разположен на североизток от с. Стражата.
В най-северната част на община Трявна, в коритото на Дряновска река, северно от село Войниците се намира най-ниската ѝ точка – 350 m н.в.

#### Води
Основна водна артерия на община Трявна е Дряновска река (ляв приток на Белица, която е десен приток на Янтра), която протича с горното и част от средното си течение през нея от юг на север в дълбока и залесена долина. Реката извира от югозападното подножие на връх Каменарката в Тревненска планина и се насочва на северозапад. Минава през град Плачковци и общинския център град Трявна, след което северно от село Войниците напуска пределите на общината. Между двата града реката образува малко долинно разширение.
Югоизточните части на общината се отводняват от най-горното течение на река Белица. Тя води началото си югозападно от връх Върбанов чукар в Тревненска планина и се насочва на север. Протича през селата Станчов хан и Белица, завива на изток и източно от село Драндарите напуска пределите на общината.

## Население

### Етнически състав (2011)
Численост и дял на етническите групи според преброяването на населението през 2011 г.:
|                     | Численост | Дял (в %) |
| Общо                | 11 754    | 100,00    |
| Българи             | 11 076    | 94,23     |
| Турци               | 60        | 0,51      |
| Цигани              | 59        | 0,50      |
| Други               | 42        | 0,36      |
| Не се самоопределят | 76        | 0,65      |
| Неотговорили        | 441       | 3,75      |

## Населени места
Общината има 106 населени места с 9180 жителиспоред преброяването от 7 септември 2021 г. От жителите на общината 8732 души са в градовете Трявна и Плачковци, а останалите 448 – в селата.
| Населено място   | Население (2021 г.) | Площ на землището km2 | Забележка (старо име)                      | Населено място  | Население (2021 г.) | Площ на землището km2 | Забележка (старо име)                |
| ---------------- | ------------------- | --------------------- | ------------------------------------------ | --------------- | ------------------- | --------------------- | ------------------------------------ |
| Азманите         | 5                   | -                     | в з-щето на с. Бангейци                    | Малки Станчовци | 11                  | -                     | в з-щето на с. Черновръх             |
| Армянковци       | 3                   | -                     | в з-щето на с. Белица                      | Малчовци        | -                   | -                     | в з-щето на с. Станчов хан           |
| Бангейци         | 27                  | 12,783                |                                            | Маневци         | 6                   | -                     | в з-щето на с. Белица                |
| Бахреци          | 3                   | -                     | в з-щето на с. Станчов хан                 | Маруцековци     | 4                   | -                     | в з-щето на с. Енчовци               |
| Белица           | 25                  | 21,326                | Уруците, Оруци                             | Матешовци       | -                   | -                     | в з-щето на с. Бангейци              |
| Бижовци          | 11                  | 14,139                |                                            | Милевци         | 6                   | -                     | Мильовци, в з-щето на с. Престой     |
| Брежниците       | 4                   | -                     | в з-щето на с. Радевци                     | Миховци         | -                   | -                     | в з-щето на с. Фъревци               |
| Бърдарите        | -                   | -                     | в з-щето на с. Енчовци                     | Могилите        | -                   | -                     | Бумалча, в з-щето на с. Престой      |
| Бърдени          | 13                  | -                     | Бърдените, в з-щето на с. Черновръх        | Мръзеци         | 6                   | -                     | в з-щето на с. Станчов хан           |
| Веленци          | 3                   | -                     | в з-щето на с. Бангейци                    | Недялковци      | -                   | -                     | в з-щето на с. Бижовци               |
| Велково          | -                   | -                     | Царето, в з-щето на с. Фъревци             | Неновци         | -                   | -                     | в з-щето на с. Станчов хан           |
| Велчовци         | 4                   | -                     | в з-щето на с. Станчов хан                 | Никачковци      | -                   | -                     | в з-щето на с. Фъревци               |
| Владовци         | 3                   | -                     | в з-щето на с. Черновръх                   | Николаево       | 8                   | -                     | в з-щето на с. Бангейци              |
| Власатили        | -                   | -                     | в з-щето на с. Станчов хан                 | Ножерите        | -                   | -                     | в з-щето на гр. Плачковци            |
| Войниците        | -                   | -                     | в з-щето на с. Бижовци                     | Носеите         | 5                   | -                     | в з-щето на с. Енчовци               |
| Вълковци         | -                   | -                     | в з-щето на с. Черновръх                   | Околиите        | 7                   | -                     | в з-щето на с. Бижовци               |
| Гайдари          | -                   | -                     | Олани, в з-щето на с. Станчов хан          | Ошаните         | -                   | -                     | в з-щето на с. Престой               |
| Генчовци         | 5                   | -                     | Пещерите, в з-щето на гр. Трявна           | Павлевци        | -                   | -                     | в з-щето на с. Фъревци               |
| Глутниците       | 2                   | -                     | в з-щето на с. Белица                      | Планинци        | -                   | -                     | Узуни, в з-щето на с. Станчов хан    |
| Големи Станчовци | -                   | -                     | в з-щето на с. Черновръх                   | Плачковци       | 1336                | 34,669                |                                      |
| Горни Дамяновци  | 1                   | -                     | Кара Дамяновци, в з-щето на с. Станчов хан | Побък           | -                   | -                     | в з-щето на с. Фъревци               |
| Горни Маренци    | -                   | -                     | в з-щето на с. Енчовци                     | Попгергевци     | -                   | -                     | в з-щето на с. Фъревци               |
| Горни Радковци   | -                   | -                     | в з-щето на с. Енчовци                     | Попрайковци     | -                   | -                     | в з-щето на с. Черновръх             |
| Горни Цоневци    | 1                   | -                     | в з-щето на гр. Плачковци                  | Престой         | 17                  | 11,952                | Джуровци                             |
| Горяни           | -                   | -                     | Еничери, в з-щето на с. Станчов хан        | Пържиграх       | -                   | -                     | в з-щето на с. Черновръх             |
| Даевци           | -                   | -                     | в з-щето на с. Черновръх                   | Радевци         | 33                  | 22,003                |                                      |
| Димиевци         | 4                   | -                     | в з-щето на с. Белица                      | Радино          | 9                   | -                     | Гуглевци, в з-щето на с. Енчовци     |
| Добревци         | 9                   | -                     | в з-щето на с. Черновръх                   | Радоевци        | -                   | -                     | в з-щето на с. Станчов хан           |
| Долни Маренци    | -                   | -                     | в з-щето на с. Енчовци                     | Раевци          | -                   | -                     | в з-щето на с. Белица                |
| Долни Радковци   | -                   | -                     | в з-щето на с. Енчовци                     | Райнушковци     | -                   | -                     | в з-щето на с. Белица                |
| Долни Томчевци   | 4                   | -                     | Дълбоки Томчовци, в з-щето на с. Бижовци   | Ралевци         | -                   | -                     | в з-щето на с. Станчов хан           |
| Донкино          | 7                   | -                     | Чакалите, в з-щето на с. Радевци           | Рачовци         | -                   | -                     | в з-щето на с. Бижовци               |
| Дончовци         | 10                  | -                     | в з-щето на с. Бангейци                    | Рашовите        | -                   | -                     | в з-щето на гр. Трявна               |
| Драгневци        | 13                  | -                     | в з-щето на с. Радевци                     | Руевци          | 2                   | -                     | в з-щето на с. Станчов хан           |
| Драндарите       | 2                   | -                     | в з-щето на с. Белица                      | Свирци          | 2                   | -                     | Сейкювци, в з-щето на с. Станчов хан |
| Дървари          | -                   | -                     | Куртовци, в з-щето на с. Престой           | Сечен камък     | 4                   | -                     | Табаците, в з-щето на гр. Плачковци  |
| Дъскарите        | -                   | -                     | в з-щето на с. Белица                      | Скорците        | 2                   | -                     | в з-щето на с. Бижовци               |
| Енчовци          | 19                  | 18,688                |                                            | Сливово         | -                   | -                     | Аладжии, в з-щето на с. Станчов хан  |
| Зеленика         | 6                   | -                     | Новаковци, в з-щето на с. Бангейци         | Стайновци       | 2                   | -                     | Спанците, в з-щето на с. Бижовци     |
| Иван Димов       | -                   | -                     | в з-щето на с. Белица                      | Станчов хан     | 10                  | 61,394                |                                      |
| Иринеци          | -                   | -                     | в з-щето на с. Станчов хан                 | Стражата        | -                   | -                     | в з-щето на с. Фъревци               |
| Йововци          | 1                   | -                     | в з-щето на гр. Плачковци                  | Стръмци         | -                   | -                     | в з-щето на с. Фъревци               |
| Кашенци          | 3                   | -                     | в з-щето на с. Бангейци                    | Тодореците      | 4                   | -                     | в з-щето на с. Бижовци               |
| Керените         | -                   | -                     | в з-щето на с. Черновръх                   | Томчевци        | 5                   | -                     | в з-щето на с. Черновръх             |
| Киселковци       | 1                   | -                     | в з-щето на с. Енчовци                     | Трявна          | 7396                | 16,122                |                                      |
| Кисийците        | 36                  | -                     | в з-щето на с. Черновръх                   | Урвата          | -                   | -                     | в з-щето на с. Черновръх             |
| Коевци           | -                   | -                     | в з-щето на с. Фъревци                     | Фъревци         | 4                   | 15,878                |                                      |
| Койчовци         | 2                   | -                     | в з-щето на гр. Трявна                     | Фъртуни         | -                   | -                     | в з-щето на с. Станчов хан           |
| Колю Ганев       | -                   | -                     | в з-щето на с. Радевци                     | Христовци       | 9                   | -                     | в з-щето на с. Черновръх             |
| Конарското       | 4                   | -                     | в з-щето на с. Станчов хан                 | Чакалите        | 8                   | -                     | в з-щето на с. Черновръх             |
| Креслювци        | -                   | -                     | в з-щето на с. Станчов хан                 | Черновръх       | 48                  | 25,955                | Поповци                              |
| Кръстеняците     | -                   | -                     | в з-щето на с. Бижовци                     | Ябълковци       | -                   | -                     | Свинарите, в з-щето на с. Престой    |
| Кръстец          | 3                   | -                     | в з-щето на с. Станчов хан                 | Явор            | 2                   | -                     | Милиджии, в з-щето на с. Престой     |
|                  |                     |                       |                                            | ОБЩО            | 9180                | 254,909               | 95 населени места са без землища     |

## Административно-териториални промени
- през 1882 г. – заличени са к. Острювци и к. Срабье поради изселване без административен акт;
- през 1887 г. – заличени са к. Станчичак и са присъединени като квартал на к. Долни Томчевци без административен акт;
- след 1887 г. – заличени са к. Галуните (Галуни) и са присъединени като квартал на к. Бахреци без административен акт;

– заличени са к. Гърците и са присъединени като квартал на к. Късовци без административен акт;
- през 1923 г. – преименувани са к. Дупините на к. Николаево без административен акт;
- МЗ № 3774/обн. 07.12.1934 г. – преименува к. Дълбоки Томчовци (Томчовци, Томчевци) на к. Долни Томчевци;
- МЗ № 1966/обн. 16.11.1935 г. – преименува к. КараДамяновци (Дамяновци) на к. Горни Дамяновци;
- МЗ № 1695/обн. 27.09.1937 г. – заличава к. Илийковци (Илиювци, Илиевци) и к. Хаджиите (Хаджии) поради изселване след 1926 г.;
- МЗ № 3108/обн. 23.11.1940 г. – обединява к. Конарското (от бивша община Плачковоци) и к. Конарското (от бивша община Трявна) в едно населено място – к. Конарското;
- МЗ № 2920/обн. 16 януари 1943 г. – заличава к. Костовци и к. Стоевци и ги присъединява като квартал на к. Бахреци;
- Указ № 48/обн. 09.02.1951 г. – преименува к. Царето на к. Велково;

– преименува м. Олани на м. Гайдари;
– преименува к. Енечери на к. Горяни;
– преименува к. Чакалите на к. Донкино;
– преименува к. Куртовци на к. Дървари;
– преименува к. Гаджулите на к. Малинка;
– преименува к. Околиите на к. Минково;
– преименува к. Бумалча на к. Могилите;
– преименува к. Узуни (Узуните) на к. Планинци;
– преименува к. Джуровци на к. Престой;
– преименува к. Гуглевци (Гугльовци, Гуглювци) на к. Радино;
– преименува к. Табаците на к. Сечен камък;
– преименува к. Аладжии на к. Сливово;
– преименува к. Сърбогъзи на к. Шипково;
– преименува к. Свинарите на к. Ябълковци;
– преименува к. Милиджии на к. Явор;
- през 1956 г. – осъвременено е името на к. Мильовци на к. Милевци без административен акт;
- Указ № 582/обн. 29.12.1959 г. – заличава к. Спанците (Спанци) и ги присъединява като квартал на к. Радоевци;
- Указ № 50/обн. 09.02.1960 г. – преименува к. Генчовци на к. Пещерите;

– преименува к. Стоевци на к. Райнеж;
– преименува к. Поповци за к. Черновръх;
- Указ № 169/обн. 10.05.1960 г. – преименува к. Новаковци на к. Зеленика;

– преименува к. Стойчовци на к. Томчевци;
- Указ № 460/обн. 14.11.1961 г. – признава колиби Енчовци, Късовци (Касовци, Косювци, Косовци), Нейковци, Плачковци, Радевци и Райнеж за села;
- Указ № 57/обн. 05.02.1965 г. – признава к. Божковци за с. Божковци;

– заличава к. Ганев хан (Ганюв хан) и ги присъединява като квартал на с. Божковци;
- Указ № 463/обн. 02.07.1965 г. – признава н.м. Гара Кръстец за с. Кръстец;
- Указ № 881/обн. 30.11.1965 г. – заличава к. Малинка и к. Шипково поради изселване;
- Указ № 959/обн. 28.12.1965 г. – заличава к. Костовци (повторно) и к. Стоевци (повторно) и ги присъединява като квартали на к. Бахреци;

– заличава к. Томчевци поради изселване;
- Указ № 960/обн. 4 януари 1966 г. – уточнява името на к. Бърдените на к. Бърдени;

– осъвременява името на к. Михилчетата на к. Михалчетата;
- Указ 502/обн. 11.07.1967 г. – преименува к. Уруците (Оруци) на к. Белица;

– обединява к. Белица, к. Мечовци и к. Михалчетата в едно населено място – с. Белица;
- Указ № 232/обн. 26.03.1968 г. – заличава с. Боевци (Боювци) и го присъединява като квартал на с. Плачковци;
- Указ № 829/обн. 29.08.1969 г. – признава с. Плачковци за гр. Плачковци;
- Указ № 1840/обн. 24.11.1970 г. – заличава к. Бъчеварите (Бачувари), к. Долни Цоневци, к. Ковачевци, с. Късовци (Касовци, Косювци, Косовци), к. Минково, с. Нейковци, к. Пунговци (Пунчовци) и с. Райнеж и ги присъединява като квартали на гр. Плачковци;
- Указ № 757/обн. 08.05.1971 г. – заличава с. Божковци, к. Димиев хан (Ханища, Ханищата), к. Раданци, к. Стояновци и к. Хитревци (Хитровци) и ги присъединява като квартали на гр. Трявна;
- Указ № 2294/обн. 26.12.1978 г. – признава колиби Бангейци, Престой и Черновръх за села;
- Указ № 8/обн. 11 януари 1991 г. – възстановява старото име на к. Пещерите на к. Генчовци;
- На основание §7 (т.3) от Закона за административно-териториалното устройство на Република България (ДВ, бр. 63/14.07.1995 г.) всички махали, колиби, гари, минни и промишлени селища придобиват статут на села.

## История
Град Трявна е формиран като селищен център на района още през XVIII век. Най-ранните данни за съществуването на селище са от времето на тракийските племена, населявали част от Балканския полуостров. В края на XIX век гр. Трявна е безспорният културен и стопански център на района. Развитието на занаятите през периода на Българското възраждане в гр. Трявна води не само до стопански възход, но и до създаване на най-старата художествена школа в България – Тревненската. Оригиналните и уникални занаяти резбарство, иконопис и строителство формират характера и значимостта на Тревненската художествена школа, чиито произведения са разпространявани из цялата Османска империя, Румъния, Сърбия и Русия.
След Освобождението на България през 1878 година общината започва индустриално производство на вълнен текстил, като първата фабрика е открита още през 1883 година. До първата половина на XX век се създават редица промишлени предприятия, в които основните производства са свързани с обработка на дървен материал, мебелно производство, текстил, преработка на плодове, метални изделия, производство на електроенергия. През втората половина на XX век настъпва значително развитие по обем и качество на промишлените мощности в областта на машиностроенето, текстилната и трикотажна промишленост, производството на топлоенергия, мебелно производство и дървообработване.

## Туризъм
Развитието на туристическите услуги в община Трявна започва в началото на 1920-те години в гр. Трявна и гр. Плачковци. В началото на 21 век в общината има изградени почивни бази с над 1250 легла. За развитието на туризма като отрасъл на икономиката на общината допринася наличието на благоприятен умереноконтинентален климат с прохладно лято и лека зима.

## Транспорт
През средата на общината, от север на юг, по долината на Дряновска река преминава участък от 32,6 km от трасето на жп линията Русе – Горна Оряховица – Стара Загора – Подкова;
През общината преминават частично 2 пътя от Републиканската пътна мрежа на България с обща дължина 57,7 km:
- участък от 25,6 km от Републикански път III-552 (от km 4,5 до km 30,1);
- участък от 29,1 km от Републикански път III-609 (от km 25,7 до km 54,8).

## Топографска карта
- Лист от карта K-35-39. Мащаб: 1 : 100 000.
- Лист от карта K-35-40. Мащаб: 1 : 100 000.